# Jo Harman

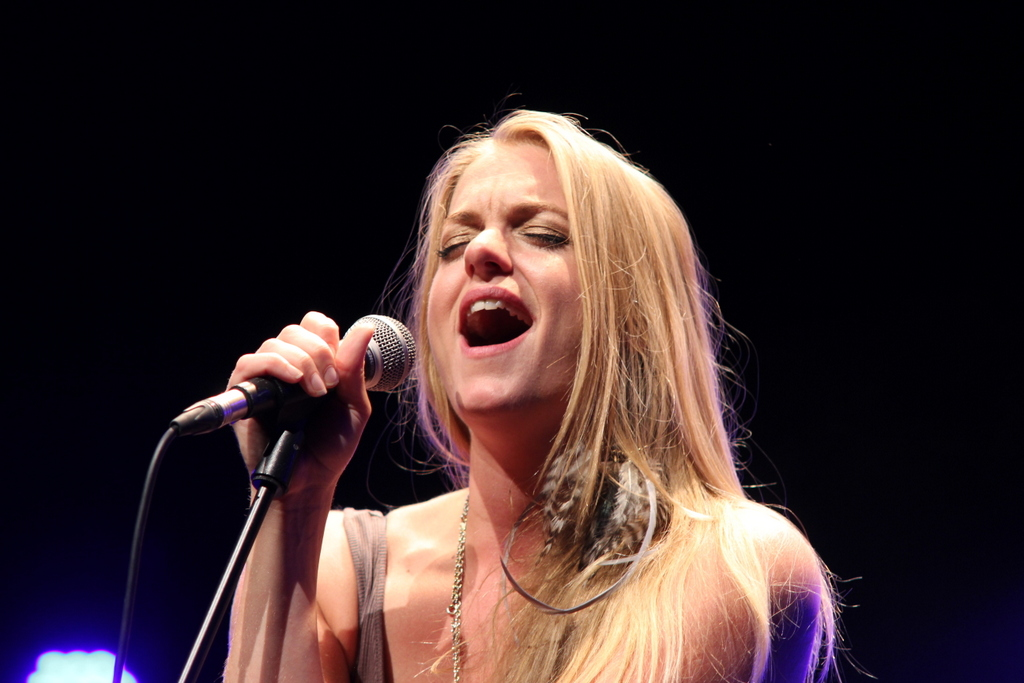
Jo Harman

Jo Harman (* in London) ist eine britische Singer-Songwriterin, deren Musik vor allem auf Blues und Soul aufbaut, aber auch Einflüsse von Country, Gospel, Jazz, Rock und Pop aufweist.

## Biografie
Geboren in London, wuchs Harman in Lustleigh (Devon) auf. Als Jugendliche spielte sie Fagott. Nach einem Studium in London, dem Tod ihres Vaters und einer Indienreise besuchte sie das Brighton Institute of Modern Music in Brighton.
2011 veröffentlichte sie in Eigenregie Jo Harman And Company Live At Hideaway, zwei Jahre bevor 2013 ihr erstes Studioalbum Dirt On My Tongue erschien. 2014 folgte erneut ein Livealbum, Live At The Royal Albert Hall.
Harman trat bei zahlreichen Festivals auf, darunter das Cheltenham Jazz Festival, das Edinburgh Jazz Festival, das BluesFest in der Royal Albert Hall, das Isle of Wight Festival und das Parkpop Festival in Den Haag. Zu den Musikern, mit denen sie auftrat, zählen die Cranberries, Don McLean, Mick Hucknall, Johnny Winter, Robert Plant, Van Morrison, Bobby Womack, die Average White Band und viele andere.

## Diskografie
- 2011: Live At Hideaway – Jo Harman And Company
- 2013: Dirt On My Tongue
- 2014: Live At The Royal Albert Hall – Jo Harman And Company
- 2017: People We Become

## Auszeichnungen
- 2014 British Blues Awards: Female vocalist of the year[7]